# Сатанівська ГЕС
Са́танівська ГЕС — мала ГЕС встановленою потужністю 315 кВт у містечку Сатанів на річці Збруч.

## Історія
Перший струм виробила 1933 року. відновила діяльність 1957 року. Потужність 135 кВт, обладнання було виготовлене фірмою «Зіменс». Працювала до 1980-х років, була закрита, як багато подібних, через небажання влади утримувати персонал та підхід, що в СССР електрики «хоч залийся». Всередині 1990-х прорвало одну із засувок, обійшлося без значного потопу та жертв.
2014 року ухвалили рішення відновити діяльність, через що влітку 2015 року як наслідок тривалого заповнення водосховища сильно впав рівень води в річці. Внаслідок цього вдалося сфотографувати бетонну пірамідку поблизу села Калагарівка, яка була кордонним знаком між Австро-Угорщиною та Росією: вона вмонтована посеред річища і за звичайних умов на поверхні видно тільки верхівку. [значущість факту?]
З 2016 року ГЕС відновила діяльність зі встановленою потужність 315 кВт.
На берегах водосховища діяли кілька оздоровниць, які перестали функціонувати під час кризи 1990-х.
Адреса: вул. Заводська, 19. Керівник — Туз Анатолій Дмитрович.[значущість факту?]